# Рыбачковский, Леонид Иванович
Леонид Иванович Рыбачковский (13.6.1918 — 16.11.1943) — командир пулемётного расчёта 78-го гвардейского стрелкового полка 25-й гвардейской Синельниковской Краснознамённой стрелковой дивизии 6-й армии Юго-Западного фронта, гвардии старшина. Герой Советского Союза.

## Биография
Родился 13 июня 1918 года в селе Быстриевка ныне Ружинского района Житомирской области. Русский. Член КПСС с 1942 года. Окончил школу-семилетку и сельхозтехникум. В 1938 году по комсомольской путёвке выехал в Москву, работал токарем на заводе, затем в речном пароходстве.
В июле 1942 года призван в ряды Красной Армии. В боях Великой Отечественной войны с декабря 1942 года. Воевал на Воронежском, Юго-Западном и 3-м Украинском фронтах.
В зимних наступательных боях 1942—1943 годов гвардии старшина Л. И. Рыбачковский, командир пулемётного расчёта, прошёл по полям Украины более 350 километров. Он громил врага под Лисками, Старым Осколом и Ахтыркой, стойко оборонял подступы к Харькову с юга на рубеже Тарановка — Змиев.
78-й гвардейский стрелковый полк, в котором он служил, оседлал железную и шоссейную дороги, ведущие к Харькову, и, заняв выгодную позицию на Северском Донце, закрыл фашистам путь к городу. За двадцать с лишним дней расчёт Л. И. Рыбачковского, взаимодействуя с орудиями прямой наводки, активно участвовал в отражении десяти атак гитлеровцев.
В одну из таких атак фашисты бросили 30 танков и до двух батальонов пехоты. Артиллерийским обстрелом дзот Л. И. Рыбачковского был разрушен. Сам он получил ранение, но продолжал сражаться, поливая фашистов огнём своего пулемёта. Яростная атака противника была отбита. Полк удержал обороняемый рубеж.
В конце сентября 1943 года, преследуя разбитые части гитлеровцев, 25-я гвардейская стрелковая дивизия вышла к Днепру южнее Днепропетровска. Однообразный степной ландшафт не радовал глаз воинов. Небольшие, но глубокие овраги были единственным укрытием для войск на подходе к Днепру. А дальше была широкая водная гладь. Её вплавь не преодолеешь. Баркасы, лодки и челны, сохранённые жителями приднепровских сёл, стали большим подспорьем для нашей армии.
Командир полка позаботился о тщательном подборе бойцов для десантного отряда. Его сформировали, в основном, из бывших моряков. В состав отряда был включён и пулемётчик полка Л. И. Рыбачковский.
Ночь на 26 сентября 1943 года. Тихо на правом и левом берегах. Только частые вспышки осветительных ракет свидетельствуют о беспокойстве и нервозности гитлеровцев. Время за полночь. Отряд готов к посадке. Отданы последние распоряжения. И вот челны и лодки быстро набирают скорость. Полковая артиллерийская группа ждёт сигнала для удара по прибрежным позициям гитлеровцев.
Радиостанция на командном пункте держит непрерывную связь с десантным отрядом. Медленно тянется время. Правый берег запылал в зареве осветительных ракет. Затрещали пулемёты. Десантный отряд, заняв берег, без промедления повернул влево, развёртываясь по ходу в боевой порядок для атаки.
Л. И. Рыбачковский быстро взобрался на кручу, бросил прямо перед собой гранату, застрочил из пулемёта. Когда отряд пошёл в атаку, Л. И. Рыбачковский подхватил пулемёт и ринулся вперёд, густо поливая гитлеровцев свинцом.
Часть отряда во главе с командиром стала обходить с фланга высоту 130. Когда гитлеровцы ударили пулемётным огнём по наступающим бойцам, гвардии старшина Л. И. Рыбачковский бросился вперёд к вражеской траншее. Через считанные секунды оттуда раздались два гранатных взрыва, вражеские пулемёты замолкли.
К утру на высоте реял красный флаг. Здесь командир отряда дал пулемётному расчёту Л. И. Рыбачковского новое задание. Нужно было из засады бить по контратакующим цепям врага. Как и предполагал командир, с утра гитлеровцы предприняли контратаку. Наша артиллерия нанесла огневой удар по врагу. Отражая натиск фашистов, бронебойщики подбили и подожгли два танка.
Л. И. Рыбачковский, наблюдая за боем, подпустил гитлеровцев на короткую дистанцию и скосил до десятка фашистов. Сменив диск, он снова припал к пулемёту и дал длинную очередь. Цепь атакующих залегла. В этот момент командир отряда повёл бойцов в контратаку. Забрасывая гитлеровцев гранатами, строча из пулемётов и автоматов, гвардейцы смяли и обратили врага в бегство. Так была отбита первая контратака. За день их было четыре. Гвардейцы устояли. К утру следующего дня весь полк форсировал Днепр и закрепился на захваченном плацдарме.
16 ноября 1943 года Леонид Иванович Рыбачковский погиб в бою за освобождение Днепропетровской области. Похоронен в селе Натальевка Солонянского района Днепропетровской области.
Указом Президиума Верховного Совета СССР от 19 марта 1944 года за мужество и отвагу, проявленные в боях за днепровский плацдарм южнее Приднепровска гвардии старшине Леониду Ивановичу Рыбачковскому посмертно присвоено звание Героя Советского Союза.
Награждён орденом Ленина, орденом Красного Знамени, орденом Красной Звезды, медалями.
Именем Героя названа улица в селе Быстриевка Ружинского района Житомирской области.